# Branders
Branders ist ein Weiler der Gemeinde Eiterfeld im osthessischen Landkreis Fulda. Der Ort liegt circa einen Kilometer nordöstlich von Buchenau auf einer Anhöhe und ist über die Kreisstraße 153 zu erreichen.
Erstmals urkundlich erwähnt wird der Ort im Jahr 1582 in den Akten des Spitalamtes Fulda. 
Lange gehörte Branders zum Gericht Buchenau der Herrschaft der Herren von Buchenau. Es unterstand der Grundherrschaft der Abtei Fulda und umfasste neben Buchenau die Orte Bodes, Branders, Erdmannrode, Fischbach, Giesenhain und Soislieden.
Als Teil der ehemals selbständigen Gemeinde Buchenau kam Branders im Jahr 1972 zu Eiterfeld. 